# دانشگاه بین‌المللی اما
دانشگاه بین‌المللی اما (به عربی: جامعة أما الدولیة البحرین) یک دانشگاه در بحرین است.